# Afu-Ra
Afu-Ra, né Aaron Phillip le 31 janvier 1974 à New York, est un rappeur américain. Son originalité dans le milieu artistique du hip-hop américain est qu'il mélange le style rastafari avec les arts martiaux. Il fut le protégé du rappeur Jeru the Damaja puis fait partie de la Gang Starr Foundation.

## Biographie
Enfant, Phillip et le rappeur Jeru the Damaja grandissent dans le même quartier, ce qui explique que sa première apparition en 1994 est sur l'album The Sun Rises in the East de ce dernier, où il pose des couplets sur Mental Stamina et, en 1996, Physical Stamina sur l'album Wrath of the Math. Il rentre alors dans la Gang Starr Foundation, composée entre autres de Gang Starr, Jeru the Damaja, Big Shug, Krumbsnatcha, Group Home, et Freddie Foxxx. En 1998, il publie son premier single, Whirlwind Thru Cities, qui atteint la 18e place des Billboard Hot Rap Songs, suivi en 1999 des singles Defeat, produit par DJ Premier, et Mortal Kombat.
Son premier album, intitulé Body of the Life Force, est publié le 10 octobre 2000. Il fait participer DJ Premier, DJ Muggs (de Cypress Hill), et True Master, affilié au Wu-Tang Clan, pour les productions et les participations de rappeurs comme GZA, Masta Killa et MOP. L'album atteint la 183e du Billboard 200.
Phillip publie son deuxième album, Life Force Radio, le 21 mai 2002, qui atteint la 184e place du Billboard 200. Il suit de Perverted Monks le 24 février 2004, et de State of the Arts le 14 juin 2005.
Après de nombreux voyages et concerts à travers le monde, Afu-Ra rejoint le label Heart of Sun Music en 2010. En avril 2015, Phillip publie la vidéo du premier single Cobra Clutch issu de son futur album, The Master Chef.

## Discographie
- 2000 : Body of the Life Force
- 2002 : Life Force Radio
- 2004 : Perverted Monks
- 2005 : State of the Arts
- 2012 : Body of the Life Force Part 2